# Spondylus
Spondylus es un género de moluscos de la familia Spondylidae que se encuentra en el océano Pacífico, desde el golfo de California hasta el golfo de Guayaquil. Tuvo importancia en la historia prehispánica debido a su comercio intenso y su relación con los cambios en las corrientes marinas, razón por la cual era un objeto muy valorado y se convirtió en parte de los rituales religiosos aborígenes. 
Es un bivalvo o pelicípodo que se caracteriza por su fuerte concha, sus espinas exteriores y su coloración que va desde el blanco hasta el púrpura intenso. Se aferra a sustratos rocosos y su músculo interno es por lo general comestible. Conchas del género Spondylus fueron usadas como bienes de prestigio por numerosas sociedades antiguas en todo el mundo. Particularmente en América el género Spondylus se encuentra tanto en la región malacológica Panámica en el océano Pacífico como en la región Caribe. Algunas de las especies americanas son S. americanus (Caribe), S. icterycus (Caribe), S. leucacanthus (Panámica), S. limbatus (Panámica) y S. crassisquama (Panámica).

## Uso en Europa
Evidencias arqueológicas muestran que las poblaciones neolíticas de Europa, hace 5.000 años, intercambiaron conchas de Spondylus gaederopus para hacer brazaletes y otros adornos. Las conchas se recolectaban en el Mar Egeo y se transportaban hacia el centro del continente. En la Cultura de la cerámica de bandas y la Cultura Lengyel, se trabajaron conchas de Spondylus del mar Egeo para hacer pulseras y hebillas de cinturón. En la Necrópolis de Varna se han descubierto importantes hallazgos de joyas hechas con conchas de Spondylus. Durante el Neolítico tardío, el uso de Spondylus en ajuares de tumbas parece haberse limitado a mujeres y niños.

## Uso en América

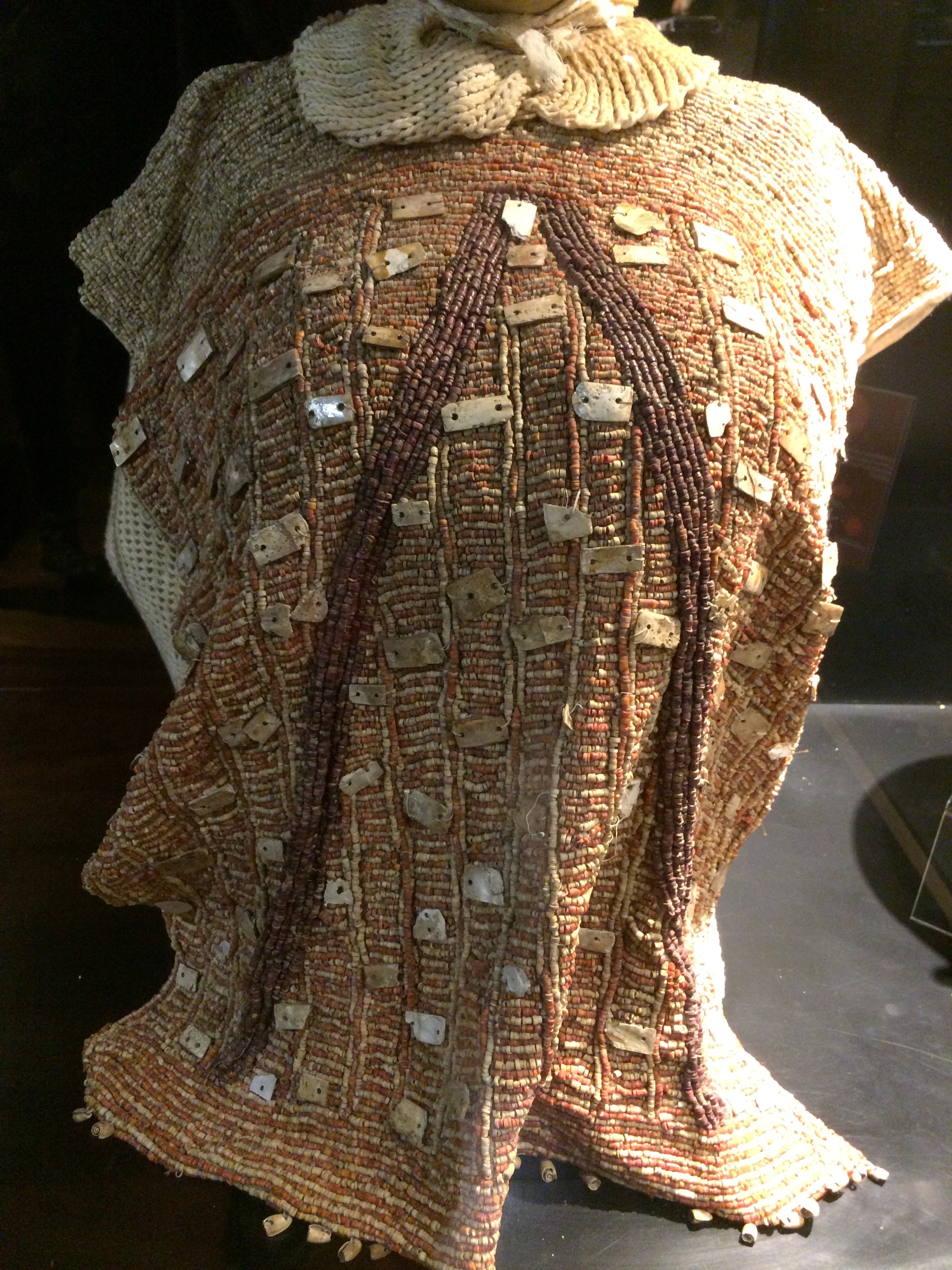
Vestimenta de cuentas de concha spondylus. Museo de sitio La Florida (Quito).

El Spondylus fue importante en la historia de las culturas prehispánicas de la costa de Sudamérica. Su valor era muy alto y fue considerada como el alimento de los dioses. Este prestigio gozó desde las primeras culturas como la valdivia, durante el periodo tardío, hasta los señoríos étnicos que entrarían en contacto con los españoles. Además, se cree que una de las razones que motivó la invasión incaica a los andes septentrionales fue precisamente este molusco que era abundante en las costas donde la temperatura del mar era más cálida por lo que su comercio se difundió hacia las montañas. Dicho molusco era la base del comercio en el pacífico y era intercambiado por lapislázulis en Chile[cita requerida] y por turquesas en México. Además de medio de cambio era adorno personal y servía para hacer estatuas pequeñas antropomorfas y zoomorfas. Fue usado en ofrendas funerarias y rituales religiosos.

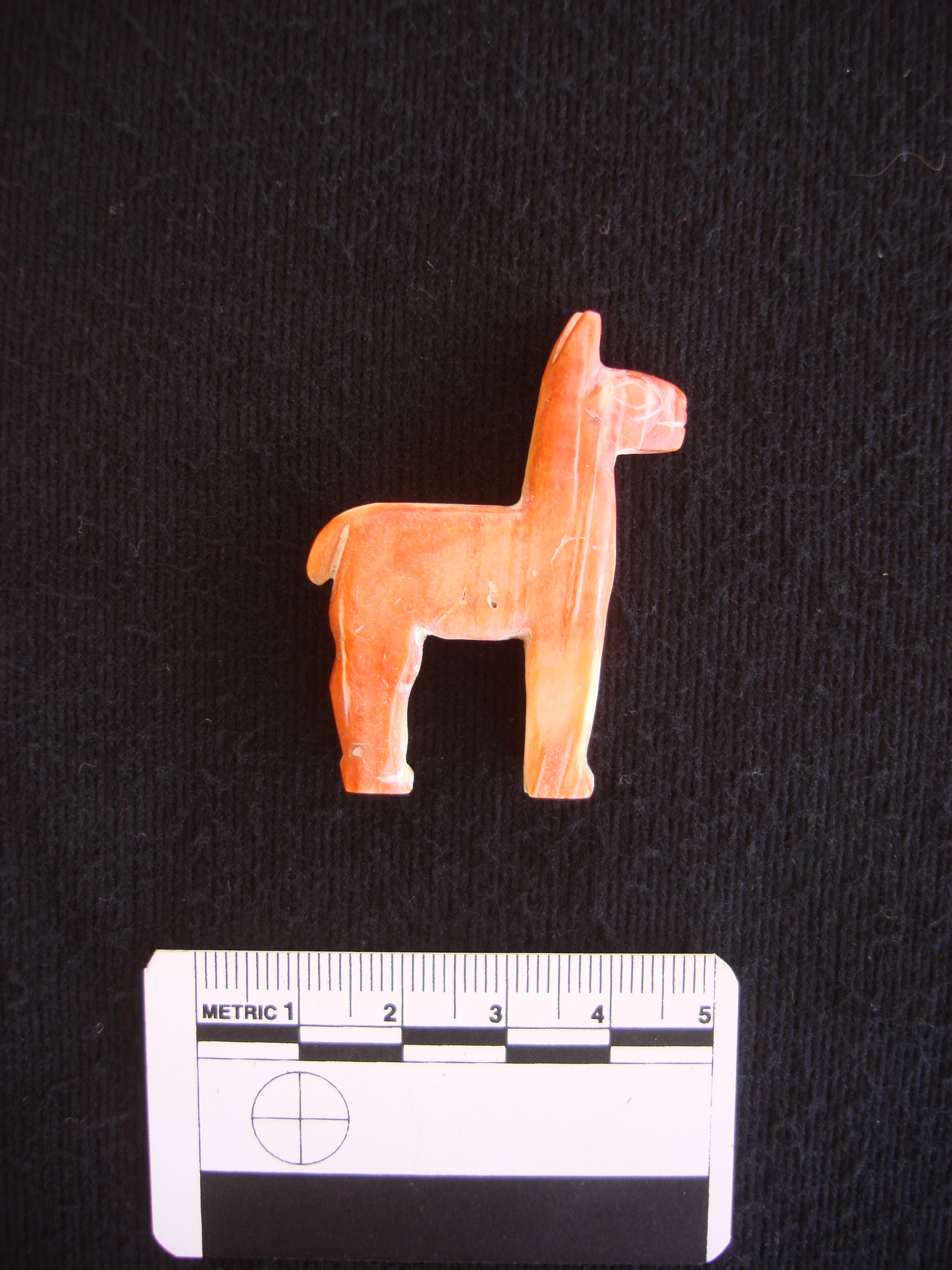
Estatuilla de Spondylus representando un camélido. Ofrenda de santuario de altura.

Por esta razón su popularidad se extendió hacia el interior convirtiéndose en un objeto importante para las civilizaciones andinas. Las conchas de Spondylus limbatus (antes Spondylus calcifer) y S. crassisquama (antes S. princeps) fueron llamadas 'mullu'. Desde la etnografía y la arqueología, existen evidencias de su uso como ofrenda en varios sitios arqueológicos. [cita requerida] En el Manuscrito de Huarochiri, se menciona como era un alimento de una de las huacas. Estaba vinculado a la Mama Cocha, diosa de todas las aguas. [cita requerida]

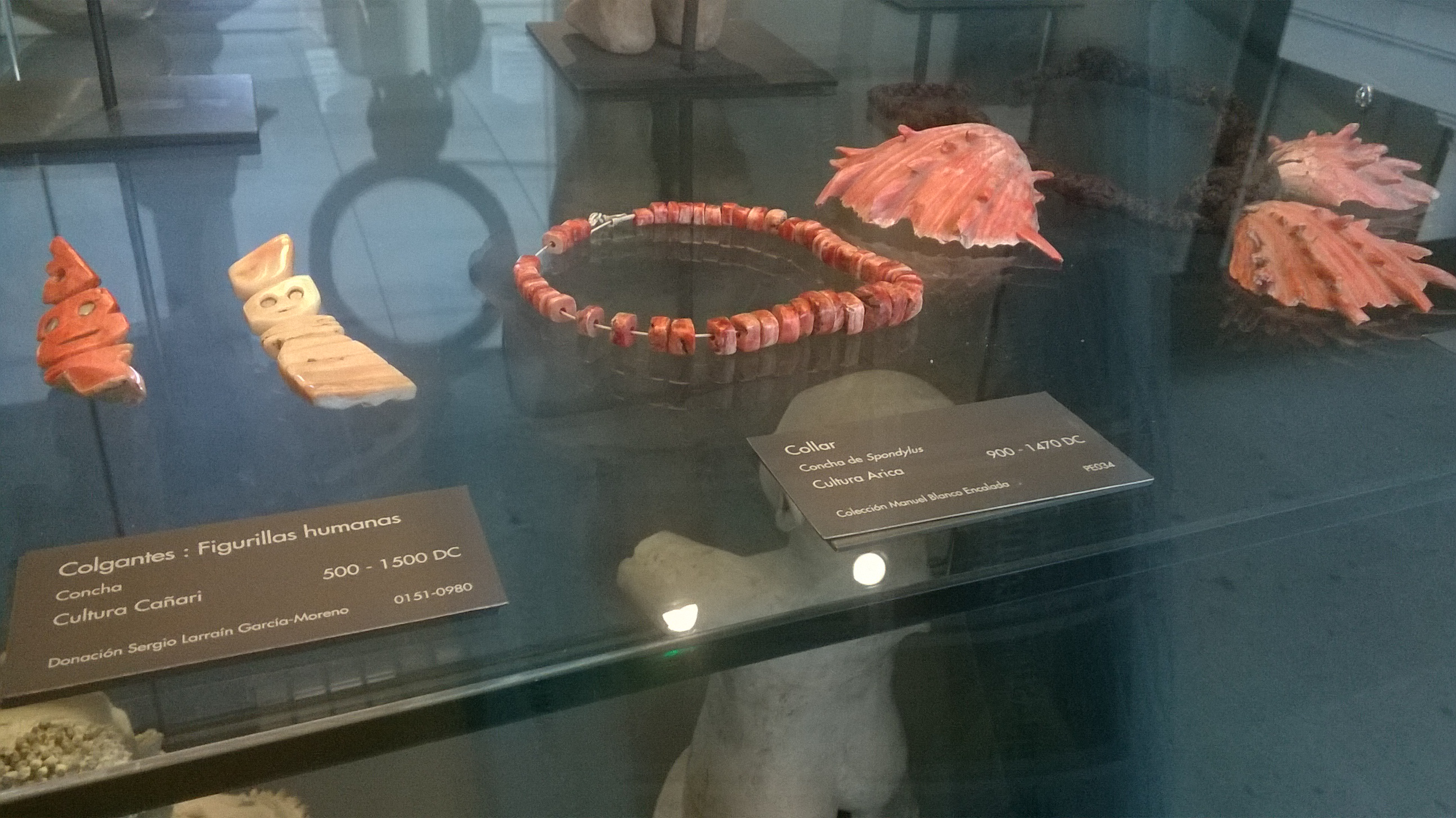
Ornamentos arqueológicos (collar, pendientes) hechos de Spondylus. Museo Chileno de Arte Precolombino (Santiago de Chile).

En Mesoamérica se han encontrado conchas de Spondylus crassisquama y S. calcifer en lugares muy alejados de la región Panámica, como es la Península de Yucatán, el Templo Mayor de Tenochtitlan, como ofrendas en la estructura 7 San Andrés; en América del Sur, en Argentina, Perú, Chile, como adornos y ofrendas en los rituales Capacocha en las altas montañas, lo que revela un fuerte contacto comercial de estas regiones con culturas asentadas en la costa pacífica. Evidencia de Copán y otros sitios, así como estudios iconográficos, demuestran que los antiguos mayas empleaban las conchas de espóndilo para captar las gotas de sangre obtenidas por autosacrificio con instrumentos como espinas de raya. Se ha planteado una posible ruta comercial de Spondylus por el Océano Pacífico que relacionaba a pueblos desde Michoacán en México, pasando por Centroamérica, Colombia y Ecuador, hasta llegar a Perú.

### Relación con el fenómeno de El Niño
Esta concha, más allá de la simbología de fertilidad que comunicaba por su aspecto semejante a una vulva femenina estaba a su vez relacionada con las lluvias, otro símbolo de fertilidad, pero en este caso relacionado con la tierra y la agricultura:

Su presencia, vinculada al calentamiento del agua del océano, anticipaba la época de lluvias, lo cual le otorgó esa dimensión simbólica asociada a la fertilidad y a la abundancia; y porque su cualidad de migrar, cuando las temperaturas del Océano Pacífico suben a causa del Fenómeno del Niño, desde las zonas más profundas (15-60 m) hacia las más cercanas a la superficie, donde están al alcance de pescadores-buceadores-extractores, hicieron que la recolección del Spondylus, o la ausencia de él, permitiera a nuestros antepasados determinar, con meses de anticipación, si habría lluvias o sequías, y planificar su labor agrícola.
Boletín Spondylus, Universidad Andina Simón Bolívar

### Actualidad

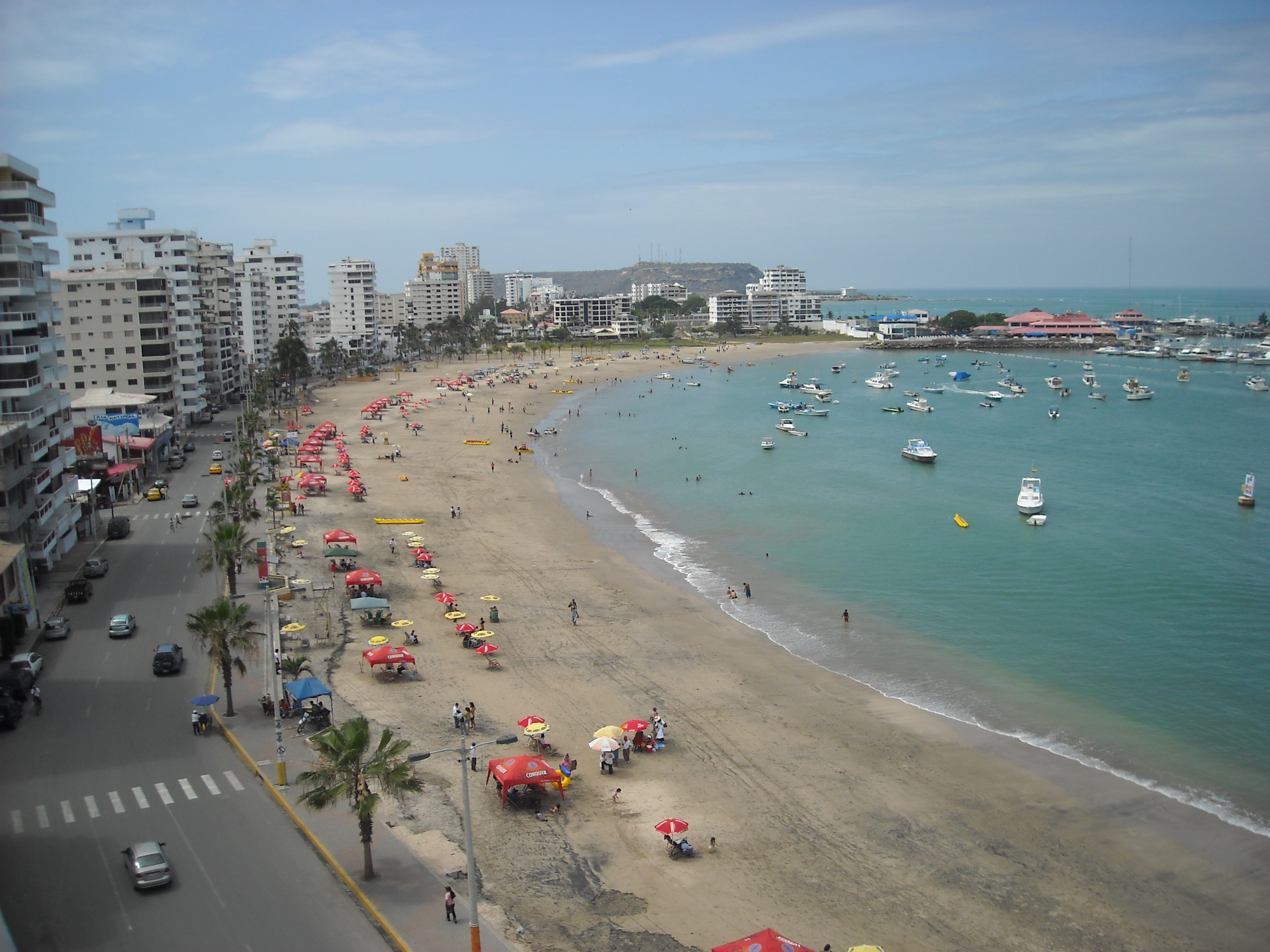
Avenida en Salinas que forma parte de la Ruta de la Spondylus

Su popularidad fue menguando desde la conquista causando su desmonetización y siendo reemplazada por la plata que se extraía de las minas de Potosí tanto en Bolivia como en México. Sin embargo, a partir de las investigaciones arqueológicas del siglo XX, empezó a recuperar su valor tanto por su historia, simbología como también por su comercialización a través de artesanías. Fue pues durante este siglo que se hicieron importantes descubrimientos acerca de la historia prehispánica de la costa ecuatoriana por arqueólogos como Jacinto Jijón y Caamaño, o Max Uhle quien investigaría las culturas Manteño, Huancavilca y Puná que estuvieron vinculados al Golfo de Guayaquil, la isla Puná y la desembocadura del río Chone donde existe una presencia abundante de spondylus.Esto hizo que la demanda por dicho molusco aumente nuevamente llevando a los gobiernos a buscar medidas de conservación para que esta especie no se extinga. En concreto en México existen normas especiales para su captura y en Ecuador una veda permanente.Buscando recuperara el legado histórico de dicho molusco en la historia de Ecuador, este país nombró a la red vial de la costa como "Ruta de la Spondylus".

## Especies
- Spondylus americanus Hermann, 1781
- Spondylus anacanthus Mawe, 1823
- †Spondylus aonis d'Orbigny, 1850
- Spondylus asiaticus Chenu, 1844
- Spondylus asperrimus G. B. Sowerby II, 1847
- †Spondylus aucklandicus P. Marshall, 1918
- Spondylus avramsingeri Kovalis, 2010
- †Spondylus bostrychites Guppy, 1867
- Spondylus butleri Reeve, 1856
- Spondylus candidus Lamarck, 1819
- Spondylus clarksoni Lamprell, 1992
- Spondylus concavus Deshayes en Maillard, 1863
- Spondylus crassisquama Lamarck, 1819
- Spondylus croceus Schreibers, 1793
- Spondylus darwini Jousseaume, 1882
- Spondylus deforgesi Lamprell & Healy, 2001
- Spondylus depressus Fulton, 1915
- Spondylus eastae Lamprell, 1992
- Spondylus echinatus Schreibers, 1793
- Spondylus erectospinosus Habe, 1973
- Spondylus exiguus Lamprell & Healy, 2001
- Spondylus exilis G. B. Sowerby III, 1895
- Spondylus fauroti Jousseaume, 1888
- Spondylus foliaceus Schreibers, 1793
- Spondylus gaederopus Linnaeus, 1758
- Spondylus gloriandus Melvill & Standen, 1907
- Spondylus gloriosus Dall, Bartsch & Rehder, 1938
- †Spondylus granulosus Deshayes, 1830
- Spondylus gravis Fulton, 1915
- Spondylus groschi Lamprell & Kilburn, 1995
- †Spondylus guadalupae Roemer, 1849
- Spondylus gussonii O. G. Costa, 1830
- Spondylus heidkeae Lamprell & Healy, 2001
- Spondylus imperialis Chenu, 1844
- Spondylus jamarci Okutani, 1983
- Spondylus Lamarckii Chenu, 1845
- Spondylus layardi Reeve, 1856
- Spondylus leucacanthus Broderip, 1833
- Spondylus limbatus G. B. Sowerby, 1847
- Spondylus linguafelis G. B. Sowerby II, 1847
- Spondylus maestratii Lamprell & Healy, 2001
- Spondylus marinensis Cossignani & Allary, 2018
- Spondylus mimus Dall, Bartsch & Rehder, 1938
- Spondylus morrisoni Damarco, 2015
- Spondylus multimuricatus Reeve, 1856
- Spondylus multisetosus Reeve, 1856
- †Spondylus multistriatus Deshayes, 1830
- Spondylus nicobaricus Schreibers, 1793
- Spondylus occidens G. B. Sowerby, 1903
- Spondylus ocellatus Reeve, 1856
- Spondylus orstomi Lamprell & Healy, 2001
- Spondylus ostreoides E. A. Smith, 1885
- Spondylus pratii Parth, 1990
- Spondylus proneri Lamprell & Healy, 2001
- Spondylus pseudogaederopus T. Cossignani, 2022
- Spondylus purpurascens T. Cossignani, 2022
- †Spondylus radula Lamarck, 1806
- Spondylus raoulensis W. R. B. Oliver, 1915
- †Spondylus rarispina Deshayes, 1830
- Spondylus reesianus G. B. Sowerby, 1903
- Spondylus regius Linnaeus, 1758
- Spondylus rippingalei Lamprell & Healy, 2001
- Spondylus rubicundus Reeve, 1856
- Spondylus senegalensis Schreibers, 1793
- Spondylus sinensis Schreibers, 1793
- Spondylus spinosus Schreibers, 1793
- Spondylus squamosus Schreibers, 1793
- Spondylus tenellus Reeve, 1856
- Spondylus tenuis Schreibers, 1793
- Spondylus tenuispinosus G. B. Sowerby, 1847
- Spondylus tenuitas Garrard, 1966
- Spondylus variegatus Schreibers, 1793
- Spondylus varius G. B. Sowerby I, 1827
- †Spondylus vaudini Deshayes, 1858
- Spondylus versicolor Schreibers, 1793
- Spondylus victoriae G. B. Sowerby, 1860
- Spondylus violacescens Lamarck, 1819
- Spondylus virgineus Reeve, 1856
- Spondylus visayensis Poppe & Tagaro, 2010
- Spondylus zonalis Lamarck, 1819